# A Whisker Away
A Whisker Away (яп. 泣きたい私は猫をかぶる накитай ватаси ва нэко во кабуру, «Сквозь слёзы я притворяюсь кошкой») — японский полнометражный анимационный фильм, снятый мультипликационной студией Studio Colorido совместно с кинокомпаниями Toho и Twin Engine. Выпущен компанией Netflix 18 июня 2020 года.

## Сюжет
На фестивале фейерверков обычная японская старшеклассница Миё, распереживавшись из-за развода родителей и несправедливости мира, только в сердцах пожелала этому миру исчезнуть, как тут же встретила загадочного продавца. Незнакомец подарил девушке волшебную маску, с помощью которой Миё теперь может превращаться в белую кошечку. В таком виде она проводит время с одноклассником Кэнто, ведь он, несмотря на все её знаки внимания в школе, упорно игнорирует девушку. Но тот странный тип с фестиваля преследует Миё и пытается убедить её остаться в кошачьем обличье навсегда.

## Персонажи
| Персонаж                 | Сэйю             |
| ------------------------ | ---------------- |
| Миё «Мугэ» Сасаки / Таро | Мирай Сида       |
| Кэнто Хинодэ             | Нацуки Ханаэ     |
| Кусуги-сэнсэй            | Хироаки Оги      |
| Хадзимэ                  | Фукуси Отиай     |
| Кот-продавец масок       | Коити Ямадэра    |
| Каору Мидзутани          | Аяко Кавасуми    |
| Масамити Исами           | Кэнсё Оно        |
| Ёрико Фукасэ             | Минако Котобуки  |
| Мики Сайто               | Саяка Охара      |
| Тамаки                   | Рэй Сакума       |
| Ёдзи Сасаки              | Сусуму Тиба      |
| Сугита                   | Улонта Ёсида     |
| Кэндзо Хинодэ            | Мотому Киёкава   |
| Сёта Баннай              | Ватару Комада    |
| Какинума                 | Синъитиро Мики   |
| Аюму Ниибори             | Юсукэ Нагано     |
| Томоя Сакагути           | Дайсукэ Намикава |
| Кинако                   | Эри Китамура     |
| Юми Хинодэ               | Рина Китагава    |
| Сиори Мидзогути          | Риэ Хикисака     |
| Сатико Хинодэ            | Эми Синохара     |

## Производство и выпуск

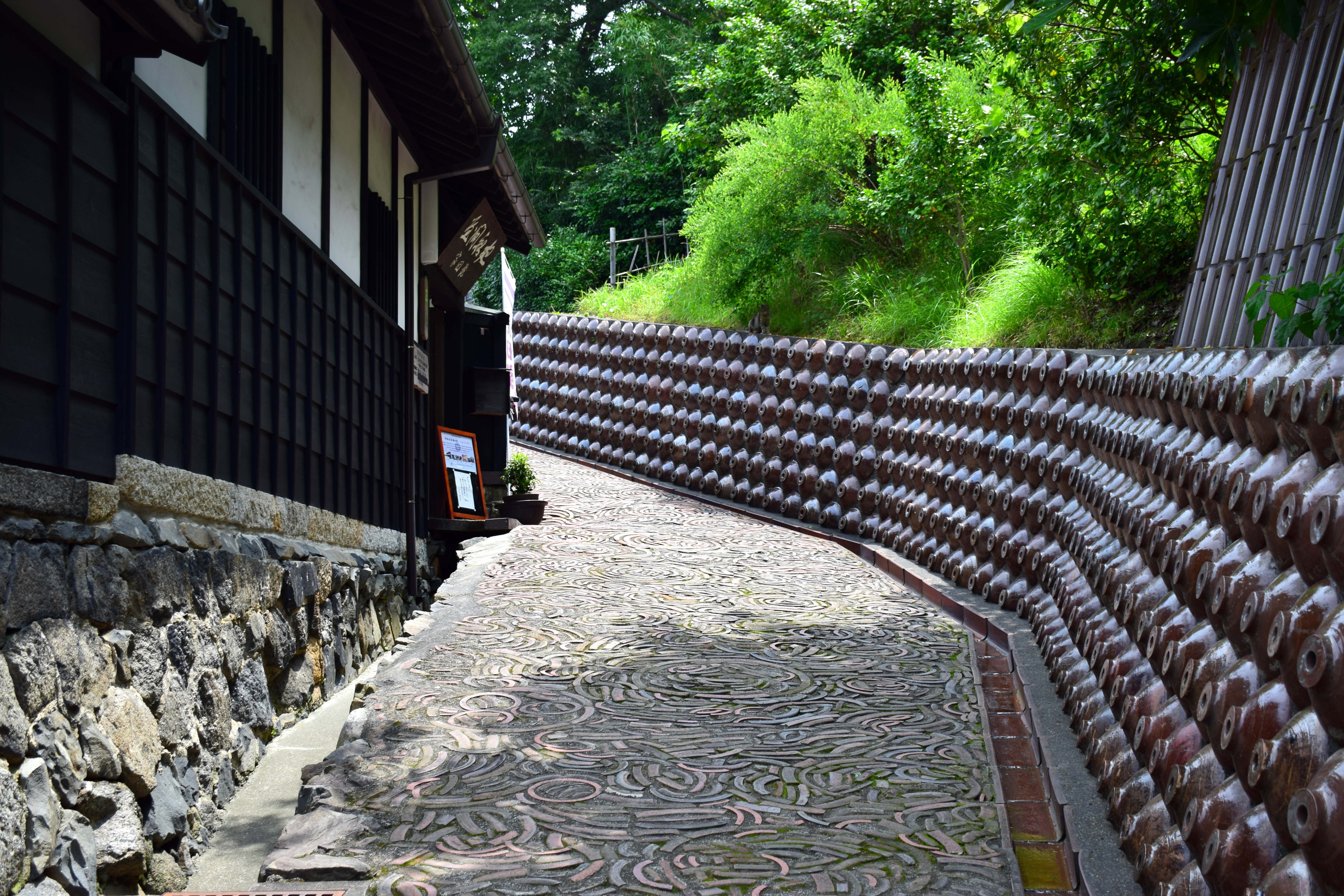
Аллея с облицованной керамикой стеной в Токонамэ, показанная в фильме

Действие фильма происходит в городе Токонамэ, где провела своё детство режиссёр Томотака Сибаяма. Начальную и заключительную темы фильма — «Hana ni Borei» (яп. 花に亡霊) и «Usotsuki» (яп. 嘘月) — исполнил рок-дуэт Yorushika.
Выход аниме в кинотеатрах Японии был запланирован на 5 июня 2020 года, однако из-за пандемии COVID-19 его пришлось перенести. Тогда Studio Colorido продали фильм Netflix, которая опубликовала его в цифровом формате 18 июня. 18 сентября 2020 года было объявлено, что театральный показ фильма в ограниченном формате состоится в октябре.
10 июня 2020 года вышел первый том манги по мотивам фильма. Выпуск манги-адаптации завершился 12 марта 2021 года, всего вышло 13 глав, объединенных в три танкобана.

## Оценки
| Ресурс          | Рейтинг |
| --------------- | ------- |
| Rotten Tomatoes | 7,70/10 |
| IMDb            | 6,7/10  |